# Chōkei
Chōkei (長慶, 1343 – 27 de agosto de 1394) foi o 98º imperador do Japão, na lista tradicional de sucessão. e terceiro Imperador da Corte do Sul (南朝, Nancho) durante o período Nanboku-chō. Pertencia ao Ramo Daikakuji-tō da Família Imperial. Reinou de 1368 a 1383.

## Vida
Antes de sua ascensão ao Trono do Crisântemo seu nome pessoal era  Yutanari. Foi o primeiro filho do imperador Go-Murakami e Kaki Mon'in, também conhecida como Katsuko ou Shōshi.
Em 29 de março de 1368, aos 25 anos de idade, Yutanari foi coroado imperador, após a morte repentina de seu pai. A coroação foi realizada na casa do Sumo Sacerdote no Sumiyoshi taisha, em Sumiyoshi, Osaka; a capital provisória da Corte do Sul. No entanto, o poder da Corte do Sul na época estava enfraquecido, e havia dúvidas sobre a veracidade da coroação até a era Taishō. Em 1926, a coroação foi oficialmente reconhecida e colocada na Linha Imperial. Em 1373 as principais defesas estratégicas da província de Kii defendidas por Kitabatake Chikafusa foram erradicadas pelo exercito shogunal. O Palácio de Anō foi incendiado. Em 1374 os principais líderes guerreiros já tinham sido mortos nas batalhas, em 1376 nas comemorações do nono aniversário da morte de Go-Murakami, Chōkei prometia acabar com os inimigos do norte, coisa que não conseguiu pois a partir daí a pouca resistência sulista se esvaiu.
Chōkei desejava permanecer no poder, a fim de derrotar Corte do Norte, mas em 1383 abdicou em favor de seu irmão, o imperador Go-Kameyama, que buscava a paz entre os dois ramos. Após a reunificação das duas Cortes, em 1392, fez um retiro e retornou a Yoshino, onde morreu em 1394, aos 51 anos de idade.